# سيرجي دميترييف
سيرجي دميترييف (بالروسية: Дмитриев, Сергей Игоревич)‏، من مواليد 19 مارس 1964، لاعب كرة قدم سوفيتي روسي سابق، ومدرب كرة قدم روسي حالي.
لعب مع منتخب الاتحاد السوفيتي لكرة القدم.

## روابط خارجية
- سيرجي دميترييف على موقع قاعدة بيانات كرة القدم.إي يو (الإنجليزية)
- سيرجي دميترييف على موقع ناشيونال فوتبول تيمز (الإنجليزية)
- سيرجي دميترييف على موقع عالم كرة القدم.نت (الإنجليزية)

قالب:تشكيلة الاتحاد السوفيتي في بطولة أمم أوروبا 1988